# Tower-Flower
Tower-Flower je obytný dům postavený v roce 2004 v Paříži. Nachází se na adrese Rue Albert-Roussel č. 23 v 17. obvodu. Jedná se o obytnou budovu se 30 byty, 10 nadzemními podlažími a třemi podzemními parkovacími podlažími.

## Architektura
Architekt Édouard François vytvořil projekt pro Office Public d'Aménagement et de Construction (Úřad územního plánování a výstavby). Budova je charakteristická balkony, které ji obklopují po všech stranách se stromy v květináčích. Proto se nazývá Flower-Tower (Květinová věž).
Na balkonech se nachází 380 květináčů, které byly vyrobeny z odlehčeného betonu, aby nadměrně nezatěžovaly balkony. Jako rostliny byly vybrány různé odrůdy bambusu. Bambus byl vybrán, protože může růst až do nadmořské výšky 3 000 m a je odolný vůči nízkým teplotám a větru. Bambus má dlouhé listy, které šelestí ve větru, což dodává budově specifický zvuk. Rostliny mají samostatný závlahový systém, který je zabudován do kovového zábradlí. Květináče jsou na balkonech namontovány trvale, aby s nimi ani vítr, ani lidé nemohli pohybovat.
Budova má vstup přímo z ulice. Vedle vchodu jsou barevné poštovní schránky obyvatel. Neexistuje zde žádná vstupní hala, ale jen malý prostor vedoucí k prosklenému výtahu. To udržuje vizuální kontakt se zelení před domem. Na druhé straně výtahu jsou chodby osvětlené červenými neony. Budova je orientována tak, že obývací pokoj má okna do parku, aby bylo dosaženo co nejvíce přirozeného světla.
Jedna z podmínek zadavatele budovy zněla, aby zde nebyly žádné společné zdi mezi byty, takže žádný obyvatel nesousedí přímo s jiným. Také každý byt byl zařízen podle uvážení majitele, proto je sice obytná plocha všech bytů stejná, ale jejich dispozice odlišná.
I přes tato omezení architekt vytvořil budovu působící jednotně. Stavba je vyrobena z bílého a šedého betonu s přimíchanými mikrovlákny bambusu pro lepší pevnost.
Projekt byl dokončen v roce 2004 a vyžádal si rozpočet čtyři miliony euro.